# Agrias impunctata
Agrias impunctata är en fjärilsart som beskrevs av Le Moult 1926. Agrias impunctata ingår i släktet Agrias och familjen praktfjärilar. Inga underarter finns listade i Catalogue of Life.